# جوسيف برونر
جوسيف برونر (بالألمانية: Josef Brunner)‏ هو سياسي ألماني، ولد في 12 أغسطس 1928 في شفاندورف في ألمانيا، وتوفي في 25 يناير 2012. حزبياً، نشط في الاتحاد الاجتماعي المسيحي. وقد انتخب عضو في البوندستاغ الألماني خلال فترته النيابية ‏ (4 نوفمبر 1980 – 29 مارس 1983).